# Croquet nos Jogos Olímpicos de Verão de 1900
O croquet fez sua única aparição como modalidade olímpica nos Jogos Olímpicos de Verão de 1900 em Paris. Três eventos foram realizados, com a participação de sete homens e três mulheres.

## Eventos
- Simples, uma bola
- Simples, duas bolas
- Duplas

## Países participantes
- BEL Bélgica (1)
- FRA França (9)

## Medalhistas

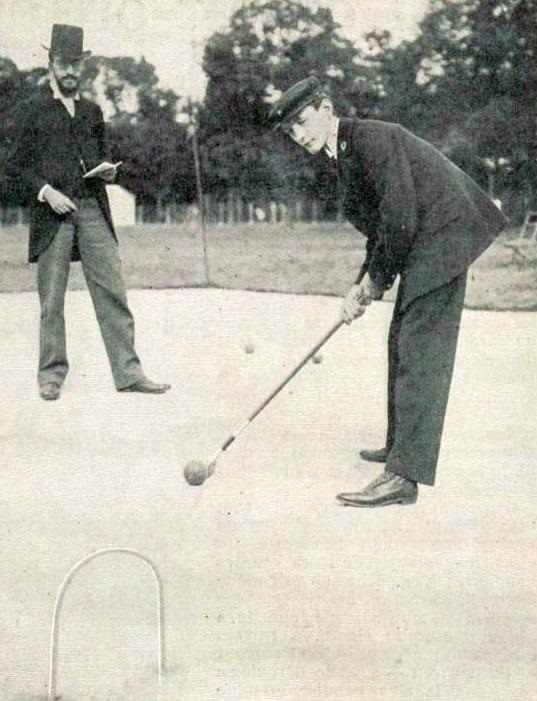
Competidor de croquet golpea a bola durante os Jogos de 1900.

Misto
| Evento                       | Ouro                                     | Prata                       | Bronze                         |
| ---------------------------- | ---------------------------------------- | --------------------------- | ------------------------------ |
| Simples, uma bola detalhes   | Gaston Aumoitte FRA França               | Georges Johin FRA França    | Cherétien Waydelich FRA França |
| Simples, duas bolas detalhes | Cherétien Waydelich FRA França           | Maurice Vignerot FRA França | Jacques Sautereau FRA França   |
| Duplas detalhes              | Gaston Aumoitte Georges Johin FRA França | nenhum                      | nenhum                         |

## Quadro de medalhas
| Ordem | País       | Medalha de ouro | Medalha de prata | Medalha de bronze |   |
| ----- | ---------- | --------------- | ---------------- | ----------------- | - |
| 1     | FRA França | 3               | 2                | 2                 | 7 |
| TOTAL | TOTAL      | 3               | 2                | 2                 | 7 |